# Deodato Orlandi
Deodato Orlandi – włoski malarz epoki późnego gotyku, aktywny w Lukce i Pizie.

## Biografia
Orlandi był aktywny w Lukce i Pizie między 1287 a 1337 rokiem. W przetrwałych dziełach widoczne są wpływy takich poprzedników, jak Giunta Pisano czy Cimabue. Malarz jest autorem fresków w pizańskiej Bazylice San Piero a Grado. Znaczące dzieła:
- 1288 – Krucyfiks (Lukka, Museo Nazionale di Villa Guinigi)
- 1290 – Madonna z Dzieciątkiem na tronie pomiędzy dwoma Archaniołami (Lindenau-Museum)
- 1301 – Madonna (Piza, Museo Nazionale di San Matteo)
- 1301 – Krucyfiks (Piza, San Miniato al Tedesco)

## Wybrane dzieła

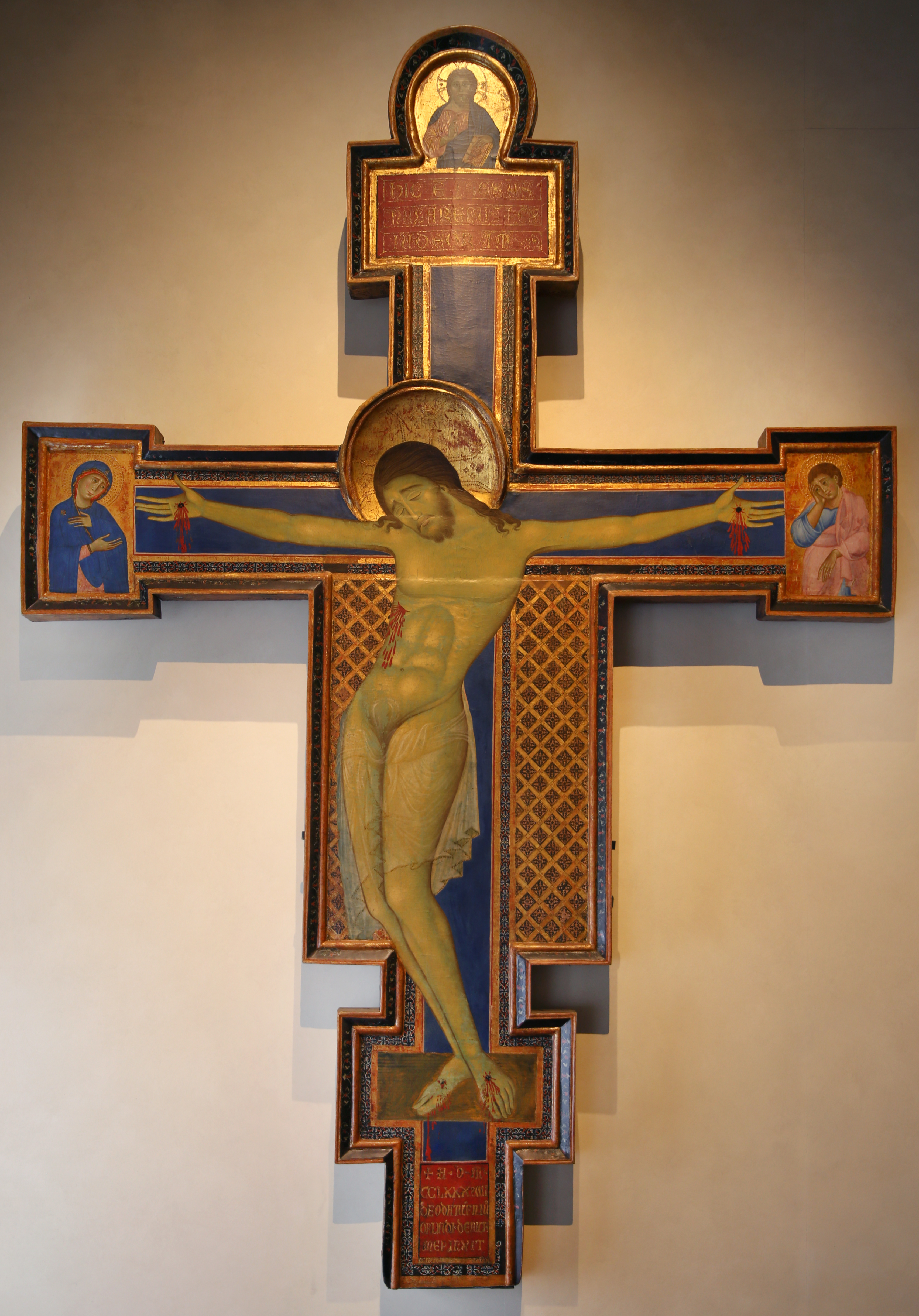
Krucyfiks, 1288, Museo Nazionale di Villa Guinigi
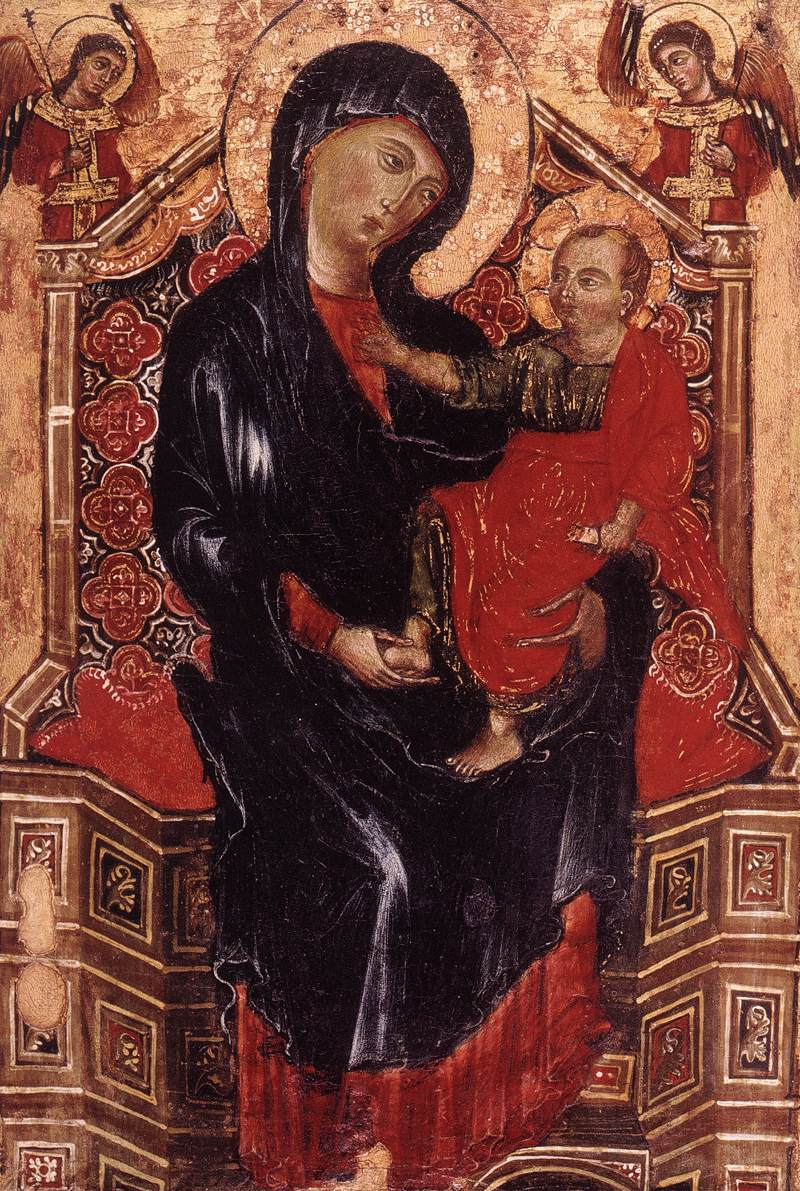
Madonna z Dzieciątkiem na tronie pomiędzy dwoma Archaniołami, 1290, Lindenau-Museum
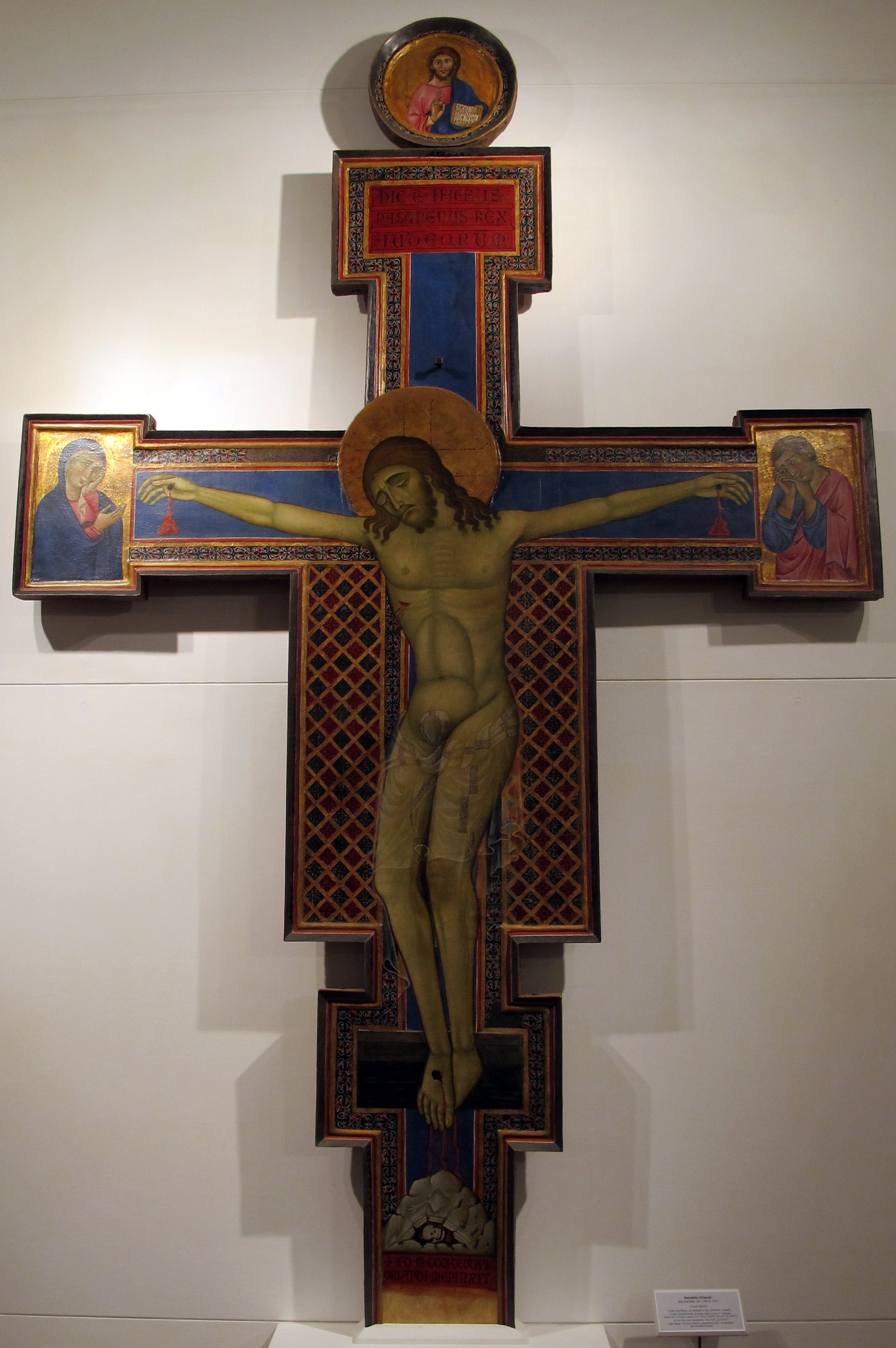
Krucyfiks, 1301, Museo Nazionale di San Matteo
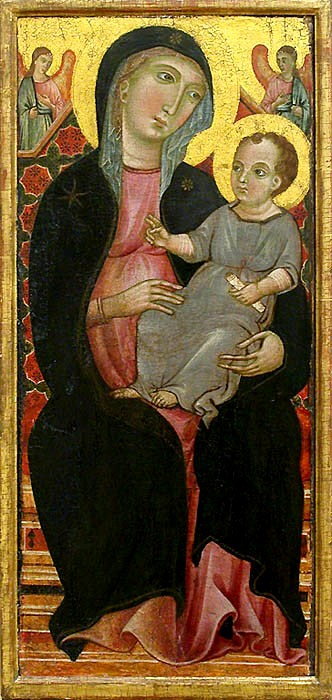
Madonna z Dzieciątkiem, ok. 1320, Luwr